# Phare de Litløy
Le phare de Litløy (en norvégien : Litløy fyr) est un phare situé sur l'île de Litløya dans la municipalité de Bø, comté de Nordland, Norvège. Cette île fait partie de l'archipel Vesterålen.

## Histoire
Le phare et les bâtiments attenants furent construits en 1912, l'ampoule elle-même fut mise sous tension en 1959. Au milieu des années 1980, le phare fut automatisé. Les personnes qui ont travaillé au phare de Litløy sont tout de même restés, surtout pour la maintenance du phare et de ses dépendances. Ensuite il y eut un besoin de garder l'activité maritime sous observation, à la fois pour contrôler et assister, si besoin est. Il y eut aussi une station météorologique sur l'île. Plus tard, le coût provoqué par le maintien de travailleurs sur l'île provoqua son dépeuplement le 26 juin 2003.
En 2005/2006, l'administration côtière norvégienne vendit 20 phares le long des côtes norvégiennes,. Un de ceux-ci était le phare de Littleisland. La municipalité de Bø a reçu la proposition de racheter le phare, mais choisi de ne pas accepter l'offre. Il fut alors venu à Ellen Marie Hansteensen. Elle acheta le phare dans le but de le rendre accessible au public, avec l'accord de la loi norvégienne (Stortingsmelding 28, 2000–2001),.
Depuis 2006, Hansteensen a rénové la plus grande partie de la propriété pour offrir un hébergement et des visites d'une journée aux visiteurs pour permettre d'explorer l'île. Stein Halvorsen est l'architecte du projet. Il existe aussi des visites guidées des bâtiments, sur demande. Le projet fut documenté par la Norwegian Broadcasting Corporation (Norge Rundt, autumn of 2006, ’Der ingen skulle tru at nokon kunne bu’, autumn of 2011),.
Le propriétaire du phare est le dernier habitant de l'île.
La NCA a enlevé le signal fonctionnant au diesel en 2009. Il fut remplacé par une lumière fonctionnant à l'énergie solaire. Le nouveau signal est un signal blanc, toutes les 10 secondes. La lumière est visible de 12 milles marins (22,224 km). L’ancienne lumière était visible de 20 milles marins (37,04 km),.